# Alfred Hulse Brooks
Alfred Hulse Brooks (Ann Arbor, Michigan, 18 de juliol de 1871 – 22 de novembre de 1924) va ser un geòleg estatunidenc que va servir com a geòleg en cap a Alaska pel Servei Geològic dels Estats Units entre 1903 i 1924. Se li atribueix el descobriment que la serralada més gran de l'Àrtida d'Alaska, actualment anomenada serralada de Brooks, era un cos independent i separat de les Muntanyes Rocoses.

## Biografia
Nascut a Ann Arbor, Michigan el 1871, es graduà a la Universitat Harvard el 1894. Després de la seva graduació va estudiar a Alemanya i França. El 1898 el govern federal va anunciar un estudi topogràfic i geològic sistemàtic d'Alaska que inclouria una exploració de la serralada de Brooks. Entre 1899 i 1911 sis grans expedicions de reconeixement van travessar la serralada, topografiant i cartografint tots els detalls i definint els patrons de la geologia econòmica tan importants pels miners. El 1902 Alfred Hulse Brooks va ser nomenat comissari geològic dels recursos miners d'Alaska, càrrec en el qual es va mantenir fins a la seva mort, el 1924.
Tots els anys, entre 1904 i 1916 i entre 1919 i 1923, Brooks va escriure resums de les indústries mineres d'Alaska. Els anys en què no es van fer, foren els que passà a França, durant la Primera Guerra Mundial, com a geòleg en cap de la Força Expedicionària Americana.

## Reconeixements
- 1913 - Va rebre la Charles P. Daly Medal per l'American Geographical Society.[5]
- 1913 - Va rebre la medalla d'or Malte-Brun per la Société de géographie de París.[5]
- 1925 - La serralada de Brooks, una serralada que s'estén d'oest a est pel nord d'Alaska i pel territori del Yukon del Canadà fou anomenada en honor seu.
- L'edifici Brooks de la Universitat d'Alaska Fairbanks fou anomenat per ell. L'edifici va acollir programes d'enginyeria minera i similars durant diverses dècades, i actualment acull els seus programes i serveis pels estudiants natius d'Alaska.
- El mineral Hulsita és nomenat en record seu.[6]

## Publicacions
- "Preliminary report on the Ketchikan mining district, Alaska, with an introductory sketch of the geology of southeastern Alaska" per Alfred Hulse Brooks. US Geological Survey Professional Paper No. 1, 1902
- "The geography and geology of Alaska: a summary of existing knowledge" per Alfred Hulse Brooks, Cleveland Abbe i Richard Urquhart Goode. US Geological Survey Professional Paper No. 45, 1906.[7]
- Railway Routes in Alaska (1907)
- Mining and Mineral Wealth of Alaska (1909) Alaska-Yukon-Pacific Exposition, Seattle, Washington, 1909. Dept. of the Interior. Alaskan exhibit. Washington: Judd and Detweiler. 46 p. doble map.
- The Mount McKinley Region, Alaska USGS Professional Paper No. 70 (1911)
- Gold, Silver, Copper, Lead and Zinc in Western States and Alaska (1913)
- "Mineral resources of Alaska, report on progress of investigations in 1912" per Alfred Hulse Brooks, G.C. Martin, Philip Sidney Smith. US Geological Survey Bulletin No. 542, 1913. 308 p.
- "The German defenses of the Lorraine Front" per Alfred Hulse Brooks. United States Army, American Expeditionary Forces. 1918.
- "The iron and associated industries of Lorraine, the Saare district, Luxemburg, and Belgium" per Alfred H. Brooks i Morris F. La Croix. US Geological Survey Bulletin No. 703, 1920.